# کاسبرگ

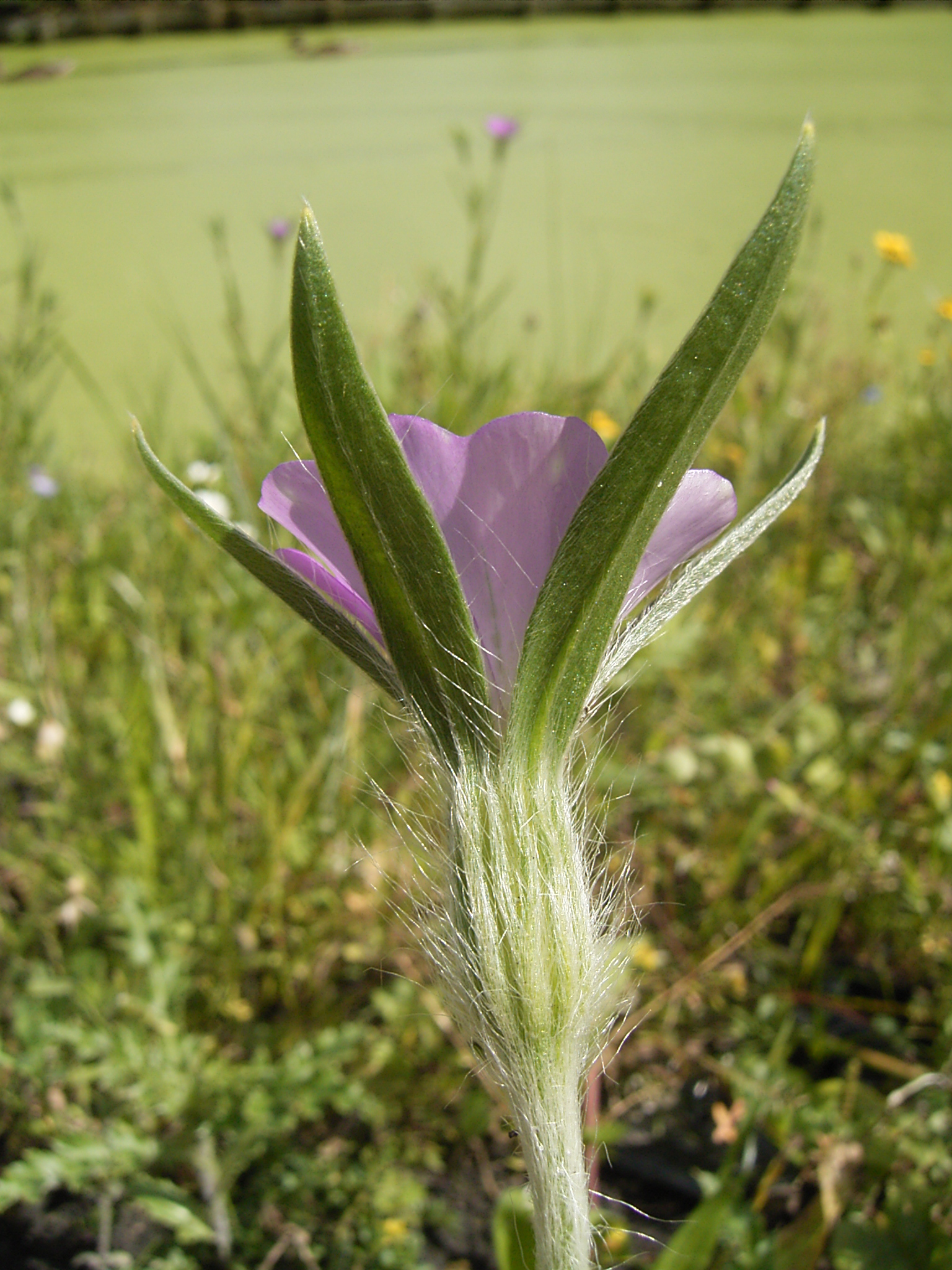
کاسبرگ‌های گیاه سیاه‌تخمه (به رنگ سبز).

کاسبَرگ (sepal) بخشی از چهار بخش اصلی گل (کاسبرگ - گلبرگ - پرچم - مادگی) در گیاهان گلدار (آنژیوسپرم‌ها) است که کار حفاظت گل را انجام می‌دهد. کاسبرگ معمولاً ضخیم‌ترین و محکم‌ترین اندام گل است. کاسبرگ‌ها معمولاً سبز و گاه به رنگ‌های دیگر هستند.
مجموعه کاسبرگ‌ها (خارجی‌ترین نقطه حلقه اجزای تشکیل دهنده گل) را کاسه گل (calyx) می‌نامند. واژه Calyx (کاسه گل) از لاتین اقتباس شده و نباید با کلمه Calix اشتباه گرفته شود. Calyx از واژه یونانی kalux (به معنای جای غنچه، غلاف) و از فعل kaluptein به معنای نهان کردن مشتق شده در حالی‌که واژه Calix از کلمه kylix به معنای جام و فنجان مشتق شده است.
از لحاظ ریخت‌شناسی زیستی، هم کاسبرگ‌ها و هم گلبرگ‌ها برگ‌هایی هستند که با هدفی خاص سازگار شده‌اند. کاسه گل (مجموعه کاسبرگ‌ها) و جام گل (مجموعه گلبرگ‌ها) حلقه‌های بیرونی‌تر غیربارور اندام گل هستند که باهم قسمتی که به عنوان گل‌پوش شناخته می‌شود را شکل می‌دهند.